# Đập nước Oberföhring

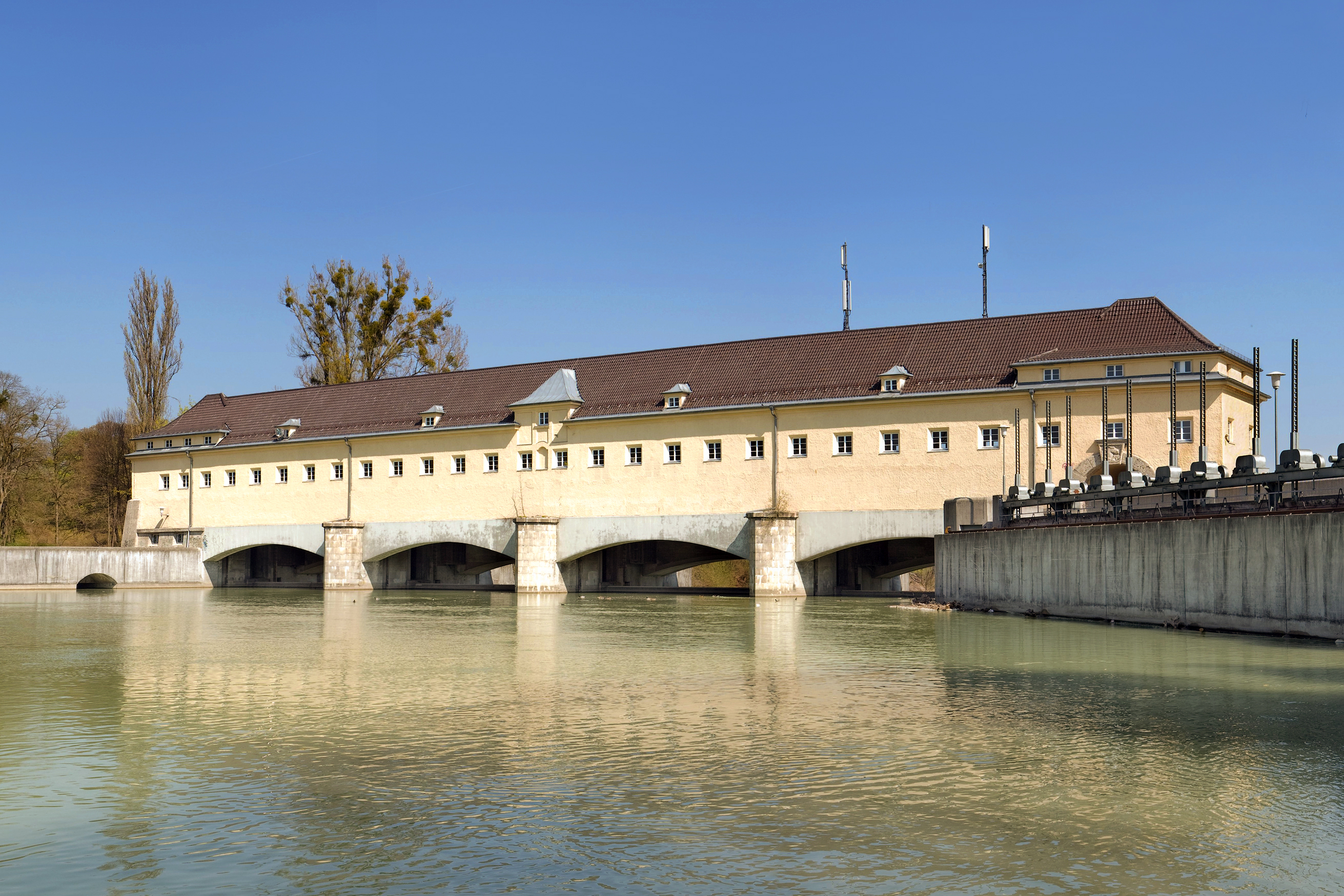
Đập nước München-Oberföhring, mặt trên

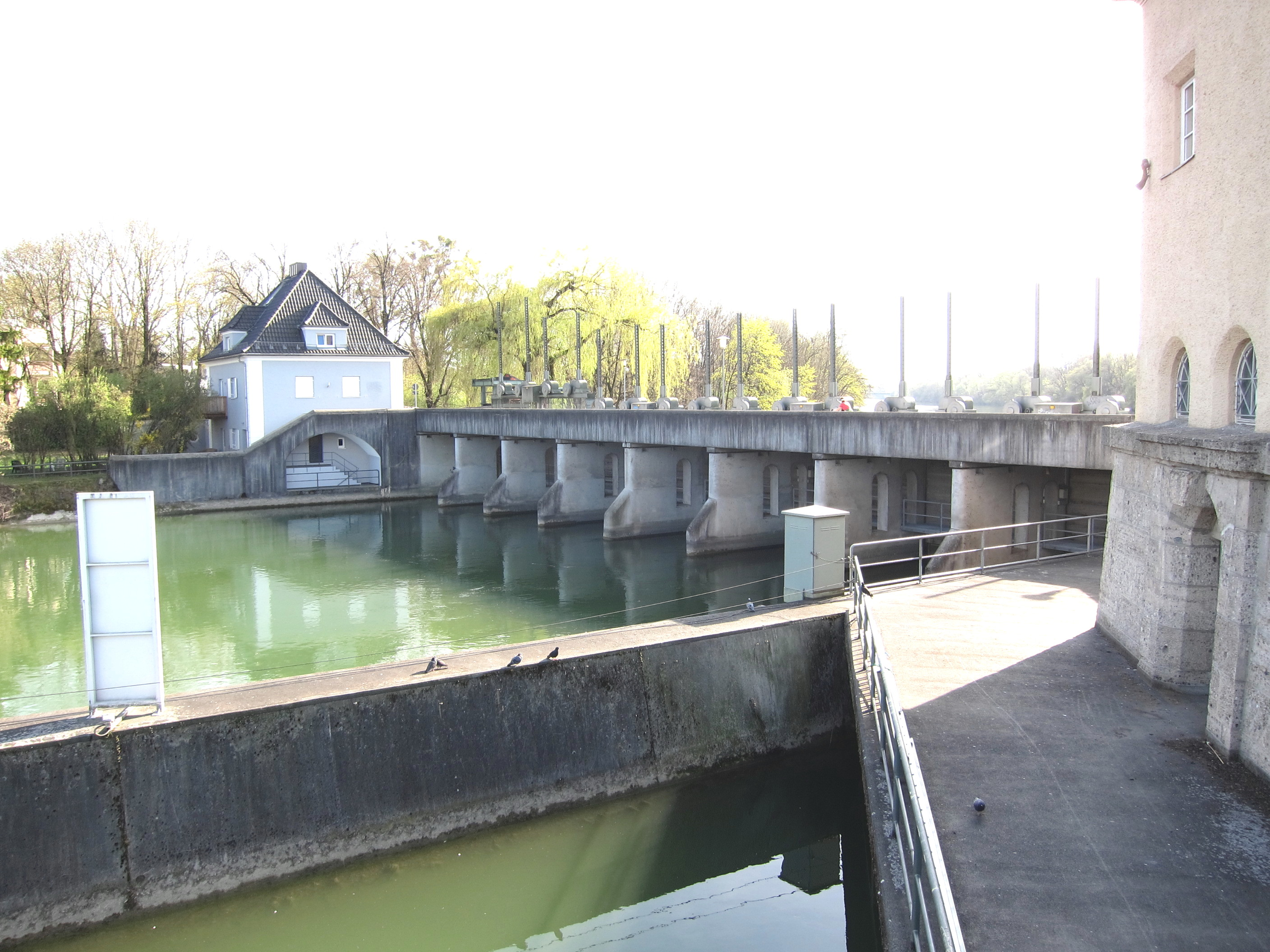
Chỗ dẫn nước vào kinh đào Mittlere-Isar, mặt dưới

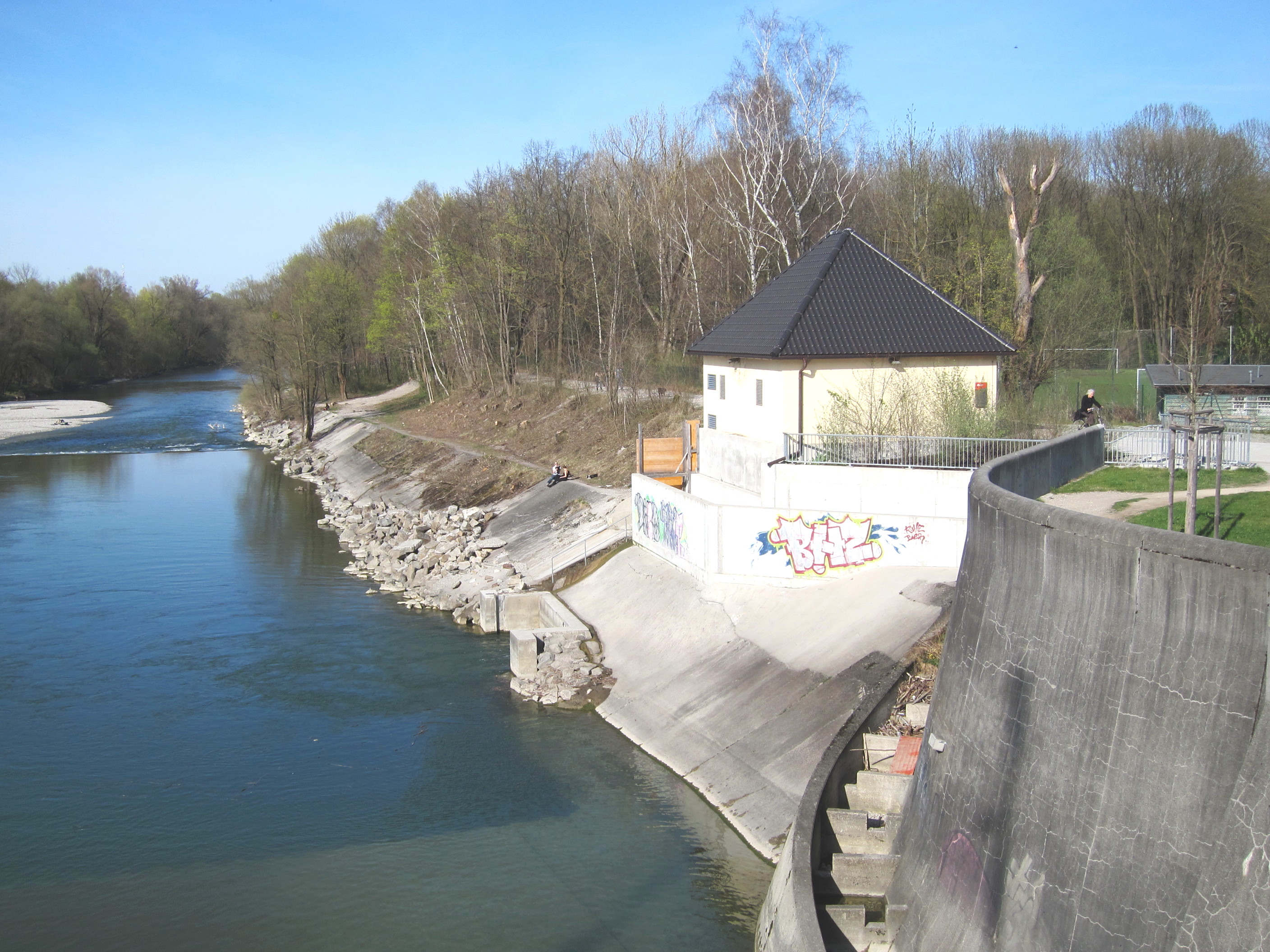
Nhà thủy điện mới, dưới mặt đất

Đập nước Oberföhring là một đập nước tại sông Isar ở miền Bắc München và đồng thời cũng là nơi dẫn nước vào kinh đào Mittlere-Isar. Đập nước không phải là đập thủy điện. Tuy nhiên ngay bên cạnh đập có một nhà máy thủy điện, nơi mà nước ở kinh đào lại chạy trở lại sông Isar.

## Vị trí
Đập nước này nối phần phía bắc của vườn Anh với khu phố Oberföhring nằm phía đông của sông Isar. Nó là kiến trúc đầu tiên ở kinh đào Mittlere-Isar mà bắt đầu ở đây, sau 64 km trước Landshut lại chảy vào sông Isar. Đập nước này và 54 km của kinh đào thuộc E.ON Wasserkraft GmbH, một hãng con của E.ON, những cây số cuối cùng thuộc Uppenbornwerke, Stadtwerke München.

## Chức năng
Đập nước Oberföhring được lập để, chặn lại nước sông Isar với độ cao khoảng 6 m và dẫn nước vào kinh đào Mittlere-Isar, để mà vận chuyển 7 nhà máy thủy điện với một độ cao tổng cộng là 109m.

## Sách báo
- Karin Bernst: Heutige Isarbrücken im Münchner Norden. In: Verein für Stadtteilkultur im Münchner Nordosten e.V. (Hrsg.): Die Brücke bei Sankt Emmeram. Mit Beiträgen von Karin Bernst, Karl Höferle, Roland Krack. Zur Einweihung der neuen Fußgängerbrücke über die Isar bei St. Emmeram am 13.Mai 2005. Verlag NordOstKultur, München 2005, S. 17–27.
- Manfred Nerdinger (Hrsg.): Architekturführer München. Reimer, Berlin 2002, ISBN 3-496-01211-0
- Christine Rädlinger, Landeshauptstadt München, Baureferat (Hrsg.): Geschichte der Münchner Brücken. Verlag Franz Schiermeier, München 2008, ISBN 978-3-ngày 95 tháng 2 năm 1425.